# Leeanna Walsman
Leeanna Walsman, née le 22 novembre 1979 à Sydney, est une actrice australienne.

## Biographie
Leeanna Walsman quitte l'école à l'âge de 16 ans pour devenir actrice. Elle est ensuite apparue dans de nombreux films et séries télévisées. En 2002, elle tient le rôle de la chasseuse de primes Zam Wesell dans le film Star Wars, épisode II : L'Attaque des clones (2002), second volet de la Prélogie de Star Wars de George Lucas. Elle reprend le rôle la même année dans le jeu vidéo Star Wars: Bounty Hunter.

## Filmographie
| Année | Titre                                        | Format     | Rôle                        | Notes                      |
| ----- | -------------------------------------------- | ---------- | --------------------------- | -------------------------- |
| 1996  | Sydney Police                                | Télévision | Debbie                      | Saison 5, épisode 8        |
| 1997  | Blackrock                                    | Cinéma     | Shana                       |                            |
| 1997  | Big Sky (en)                                 | Télévision | Rachel                      | Saison 1, épisode 21       |
| 1997  | Spellbinder: Land of the Dragon Lord         | Télévision | Une fille                   |                            |
| 1997  | Fréquence Crime                              | Télévision | Camilla Collins             | Saison 1, épisode 14       |
| 1998  | Wildside                                     | Télévision | Jo                          | Saison 1, épisode 15       |
| 1998  | Summer Bay                                   | Télévision | Barbie                      |                            |
| 1999  | Hartley, cœurs à vif                         | Télévision | Jet                         |                            |
| 1999  | Les Nomades du futur                         | Télévision | Myah                        |                            |
| 2000  | Looking for Alibrandi                        | Cinéma     | Carly Bishop                |                            |
| 2001  | Farscape                                     | Télévision | Borlik                      | Saison 3, épisode 2        |
| 2001  | Love Is a Four-Letter Word                   | Télévision | Larissa Barrett             |                            |
| 2001  | BeastMaster, le dernier des survivants       | Télévision | Morah                       |                            |
| 2002  | Star Wars, épisode II : L'Attaque des clones | Cinéma     | Zam Wesell                  |                            |
| 2002  | Young Lions                                  | Télévision | Freda Lareen                | Saison 1, épisode 4        |
| 2003  | White Collar Blue                            | Télévision | Angie                       | Saison 2, épisode 3        |
| 2003  | The Shark Net                                | Télévision | Ruth Parnham                |                            |
| 2004  | One Perfect Day                              | Cinéma     | Alysse Green                |                            |
| 2004  | Jessica l'insoumise                          | Télévision | Jessica Bergman             |                            |
| 2005  | Hercule                                      | Télévision | Mégara                      | Mini-série                 |
| 2006  | All Saints                                   | Télévision | Sophie Celna / Michelle     | Saison 9, épisode 7        |
| 2007  | The Starter Wife                             | Télévision | Sasha                       |                            |
| 2008  | Bitter & Twisted                             | Cinéma     | Indigo Samvini              |                            |
| 2008  | Le Sens de la vie pour 9.99$                 | Cinéma     | Tanita (voix)               |                            |
| 2008  | The Informant                                | Télévision | Heidi Oliver                |                            |
| 2009  | Rogue Nation                                 | Télévision | Mary Putland                | Épisode pilote             |
| 2010  | Band of Brothers : L'Enfer du Pacifique      | Télévision | Cpl. Lucy Otis              |                            |
| 2012  | Underbelly                                   | Télévision | Détective Sergent Pam Young |                            |
| 2013  | Wentworth                                    | Télévision | Erica Davidson              | En production              |
| 2018  | Safe Harbour                                 | Télévision | Bree Gallagher              | Rôle principal, 4 épisodes |
| 2021  | Penguin Bloom                                | Netflix    | Kylie                       |                            |

## Ludographie
- 2002 : Star Wars: Bounty Hunter : Zam Wesell
- 2022 : Lego Star Wars : La Saga Skywalker : Zam Wesell